# ギニー

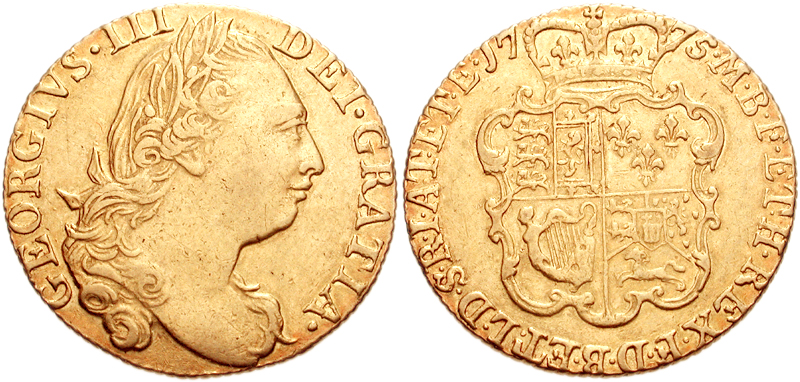
ジョージ3世のギニー金貨 1775年銘

ギニー（guinea）は、かつてイギリスで使われていた金貨。21シリング（1ポンドは20シリング）に相当する価値があった。

## 解説
ギニーの名は、ギニアで産出された金を用い鋳造されたことに由来する。1663年にそれまでのノーブル、ソブリン、クラウン、ユナイト、リアル、エンゼル、ローレルなどの雑多な金貨を統一するために初めて作られ、1717年には21シリングの価値があると定められた。
なお、これを主導した造幣局長官は、物理学者として知られるサー・アイザック・ニュートンである。1816年には、新しいソブリン金貨(1ポンド)に取って代わられたが、1971年の十進法移行までは医師や弁護士への謝礼、品物の鑑定料、土地、馬の取引等の名目単位として使われていた。現在競馬の競走（2000ギニー、1000ギニー）にその名を留めている。
1ギニー＝21シリング（1ポンド1シリング）＝252ペンス
1ポンド＝20シリング＝240ペンス　1ポンド金貨を「ソブリン金貨」（ソヴェリン金貨）と言う。
1シリング＝12ペンス
1971年以降は1ポンド＝100ペンス。
1ポンドと1ギニーでは、1ギニーのほうが1シリング分だけ余計に価値がある。この余分な1シリング（5%相当）は、日本で言う「心づけ」的な趣旨があり、例えば500ポンドの売買において500ギニーを払うと、500シリング余計に支払うことになり、この500シリングは売り手に対する感謝の意を込めた「tip」のようなものであった（ただし、これは1717年当時の金銀の交換比率による偶然のものであり、心づけの機能を意識したものではない。なお、当時においてもこの交換比率は実勢を反映しておらず、銀貨が多く金貨へと交換され金本位制に移行する契機となった）。
別の観点からは、500ギニーは実際には500ポンド500シリング＝525ポンドであり、実際には525ポンドの支払いなのにそれを気分的に少なく見せかけることができる、という売り手側の利点がある。
この「おまけ分」は、馬の売買においては、しばしば仲介者（相馬家。調教師などの場合が多い）への手数料に充てられることが多かった。たとえば1000ギニーといえば、「1000ポンドに加えて1000シリングをチップで払います」ということを表明している。現在でも伝統的にセリ市での馬の売買価格の表示などで「ギニー」が好んで使われる。（イギリス以外のヨーロッパ諸国は「ユーロ」を導入している。）
英語では通貨単位を複数形で表記するので、1000ギニーであれば「1000 guineas」となる。

## ギャラリー

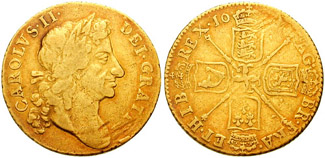
チャールズ2世
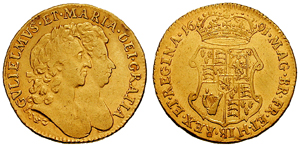
ウィリアムとメリー
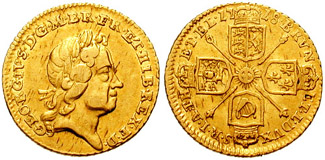
ジョージ1世 (クウォーターギニー)
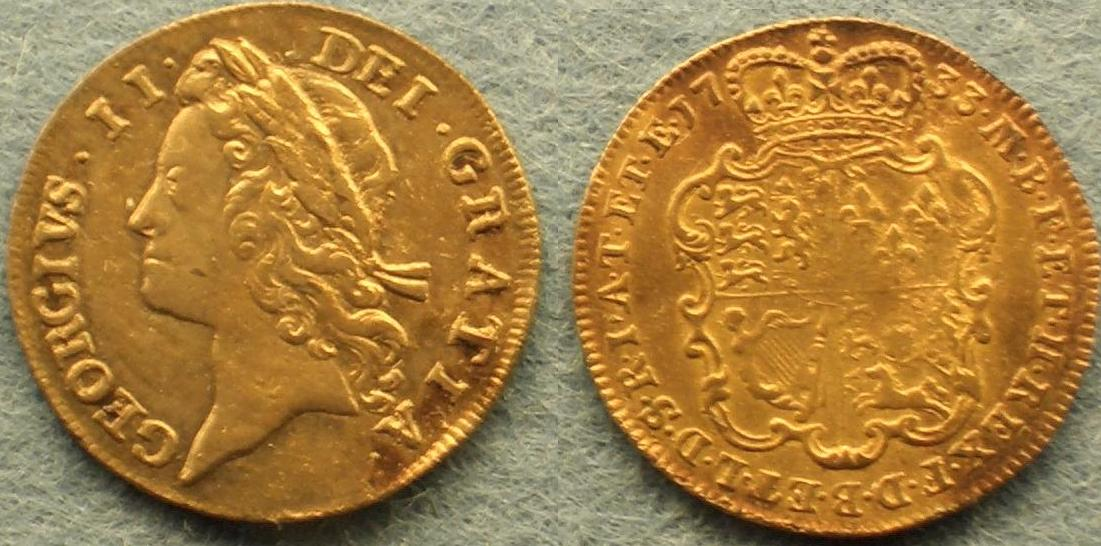
ジョージ2世 (2ギニー, 1733年)
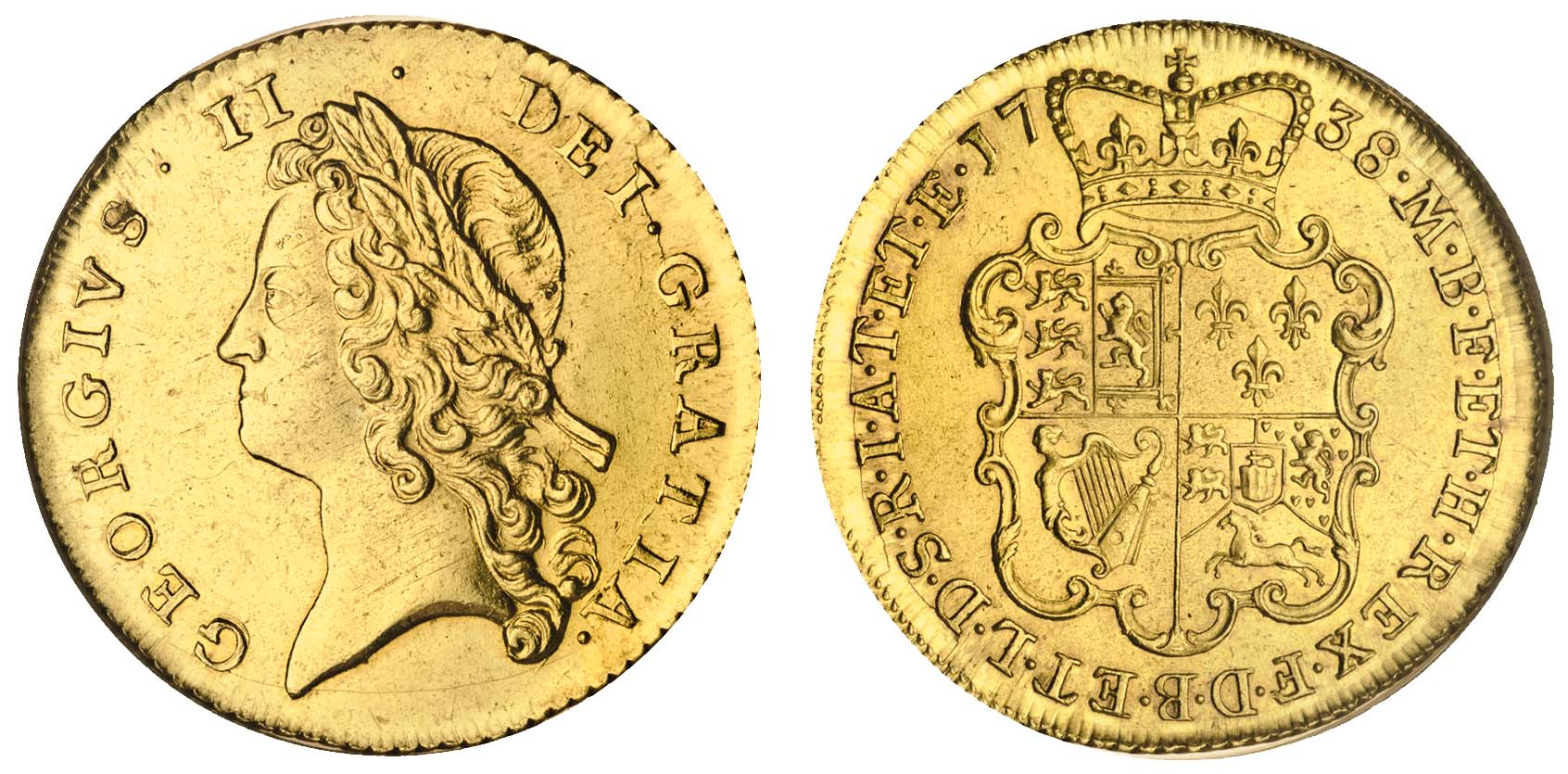
ジョージ2世 (2ギニー, 1738年)
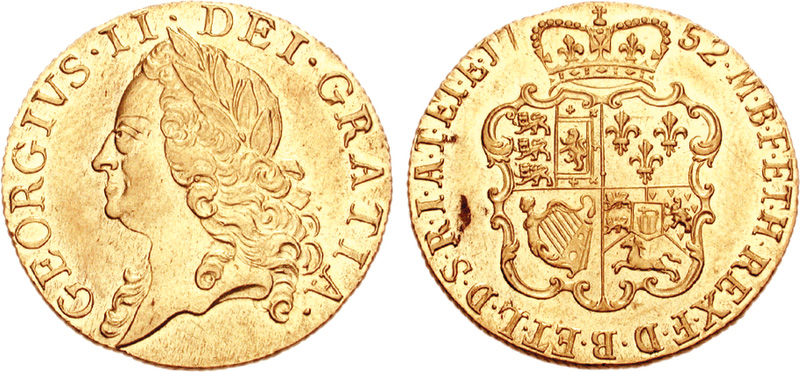
ジョージ2世
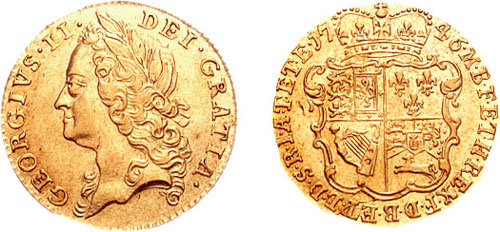
ジョージ2世 (ハーフギニー)
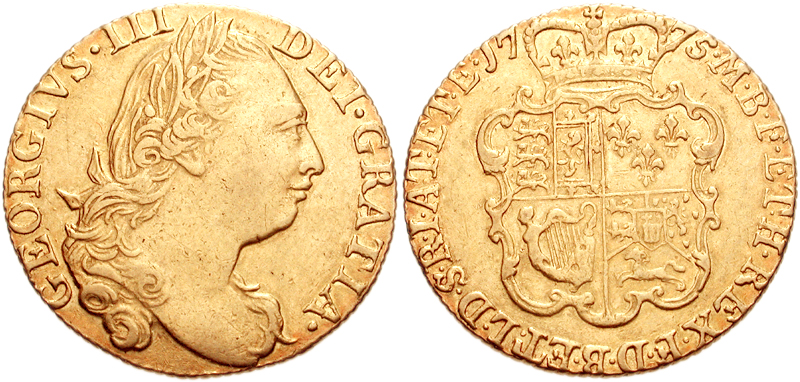
ジョージ3世, 1775年
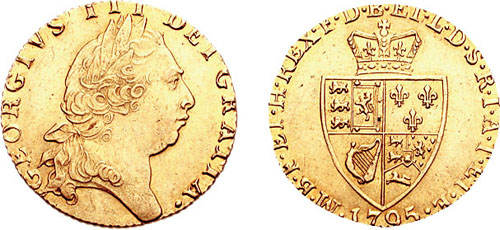
ジョージ3世, 1795年
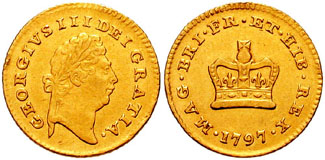
ジョージ3世, 1797年
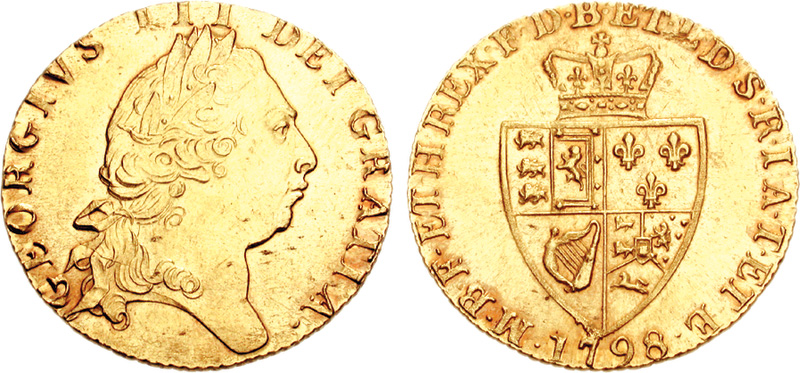
ジョージ3世, 1798年
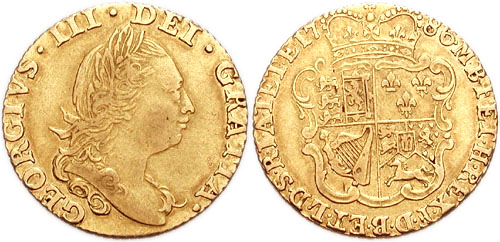
ジョージ3世 (ハーフギニー, 1786年)
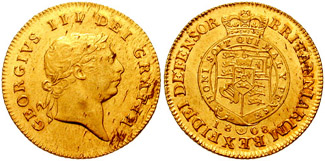
ジョージ3世 (ハーフギニー, 1808年)